# Prasowanie proszków (metalurgia proszków)
Prasowanie proszków to proces formowania wyprasek o określonych wymiarach, kształtach i własnościach fizykochemicznych. Jest jednym z głównych procesów technologicznych w metalurgii proszków. Określona ilość proszku zasypywana jest luźno do matrycy, gdzie pod naciskiem stempla prasującego jest zagęszczana. Powstaje w ten sposób wypraska, która zmniejsza swoją objętość w stosunku do objętości początkowej (może to być nawet dwu- lub trzykrotne zmniejszenie objętości).
Proces prasowanie można podzielić na dwa zasadnicze etapy:
- podczas prasowania wyprasek pod niskim ciśnieniem - następuje ścisłe ułożenie cząstek proszku dzięki wzajemnym poślizgom. Zależne jest to od rodzaju i kształtu cząstek, a także tarcie jakie występuje między tymi cząstkami. W tym etapie wypraska posiada nierównomierną gęstość, inna jest przy ścianach matrycy, a inna w jej środku.
- w drugim etapie stosowane jest wyższe ciśnienie - powoduje ono odkształcenie plastyczne cząstek. Rozpoczyna się w miejscu styku cząstek, następnie przemieszcza się w głąb.

Na proces prasowania i gęstość wyprasek wpływa wiele czynników:
- rodzaj proszku - proszki drobnioziarniste posiadają większe tarcie niż gruboziarniste, co powoduje straty ciśnienia prasowania. Proszki, które posiadają duża porowatość, bardziej rozwinięta powierzchnie są lepiej prasowalne. Czyste metale posiadają lepszą prasowalność niż proszki stopowe. Można także stosować mieszaniny proszków. Jeżeli do żelaza dodamy grafitu spowoduje to polepszenie zgęszczalności ze względu na to, że grafit działa jak środek poślizgowy.
- parametry procesu prasowania - głównie szybkość, czas i ciśnienie prasowania.
- stosowanie środków poślizgowych - stosuje się w celu zmniejszenia tarcia wewnętrznego i zewnętrznego, zmniejszenie ciśnienia oraz zmniejszenie przyczepności cząstek do ścian matrycy. Środki poślizgowe dzielimy na obojętne i powierzchniowo-aktywne.
- kształt i wymiary wyprasek - im wypraska jest większa tym potrzebne jest większa ciśnienie prasowania, które w znacznej części idzie na pokonanie tarcia.